# Mitridates I
Mitridates I (en grec antic Mιθριδάτης) va ser sàtrapa del Pont. Com que no en va ser rei la seva numeració es repeteix després amb el primer Mitridates que va aconseguir la independència de l'Imperi Persa i es va convertir en rei del Pont, que de vegades és anomenat incorrectament Mitridates III. Aquest Mitridates deia ser descendent d'un dels set nobles que van enderrocar i matar a Smerdis de Pèrsia, i també reclamaven descendència directa de la casa reial dels aquemènides a través de la dinastia Mitridàtica.
Hauria governat el Pont potser des del 410 aC fins al 363 aC, com a successor del seu pare el sàtrapa Ariobarzanes I del Pont, al que va trair i va entregar als perses, circumstància que expliquen Xenofont i Aristòtil. Xenofont també suposa que era el mateix Mitridates que va acompanyar a Cir el Jove i que hauria estat també sàtrapa de Licaònia, però això sembla força improbable.
Va morir possiblement l'any 363 aC perquè aquell any el seu fill Ariobarzanes II del Pont ja era sàtrapa del país i governador del feu familiar, la ciutat de Cios, a Mísia.